# Bahnhof Hürth-Kalscheuren
Der Bahnhof Hürth-Kalscheuren ist ein Bahnhof in der Stadt Hürth im Rhein-Erft-Kreis. Er liegt als Inselbahnhof an der Trennung der Eifelstrecke von der linken Rheinstrecke.

## Lage

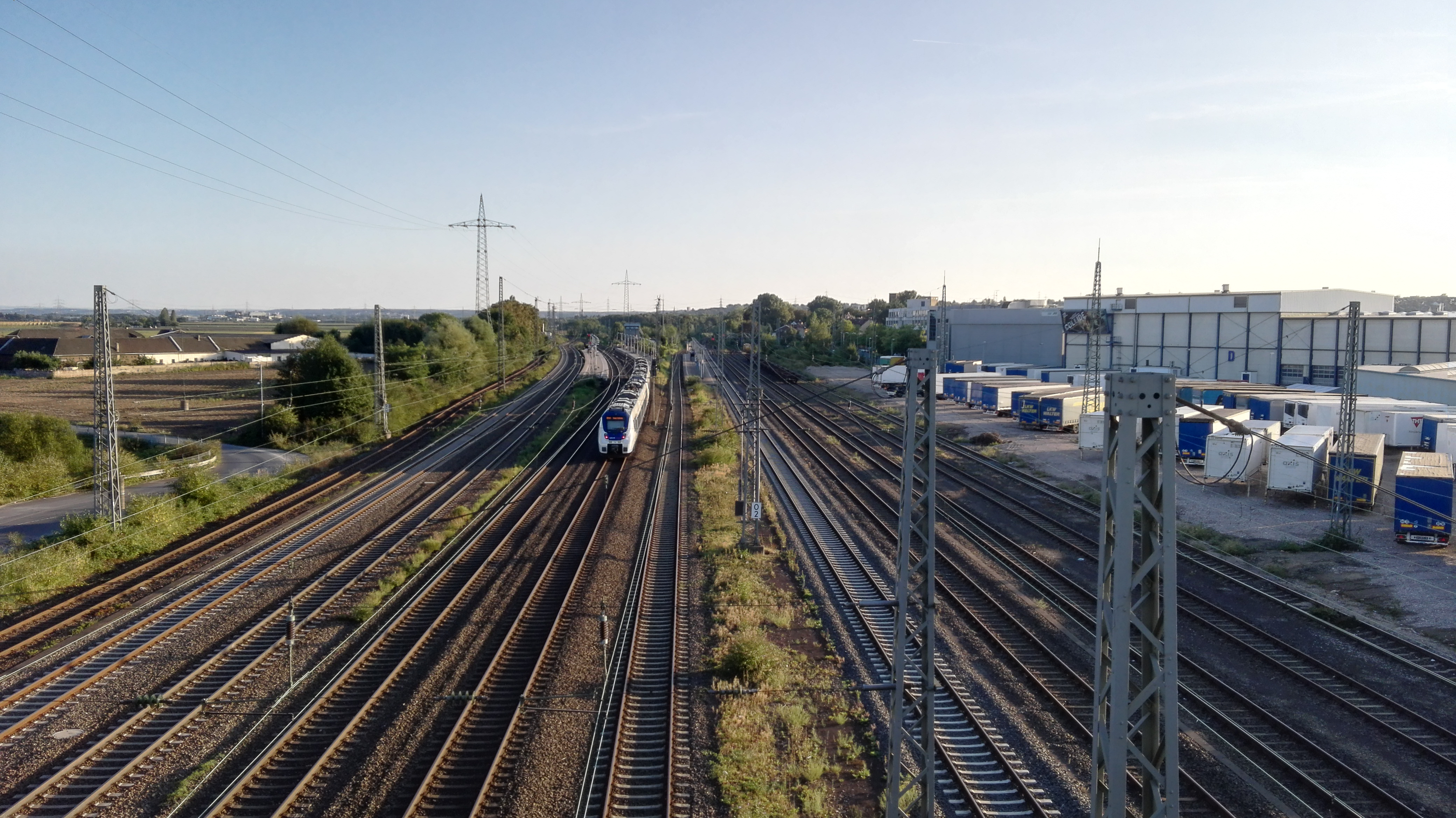
Bahnhof Hürth-Kalscheuren, Blickrichtung Bonn

Der Bahnhof Hürth-Kalscheuren liegt am östlichen Rand der Stadt Hürth im Stadtteil Kalscheuren in unmittelbarer Nähe der ortsansässigen TV-Studios an der Grenze zu Köln.
Nördlich ans Gleisfeld des Bahnhofs schließt sich der Containerterminal des Güterbahnhofs Köln Eifeltor an.
Der Bahnhof Hürth-Kalscheuren ist mit der Stadtbuslinie 714 des Stadtverkehr Hürth direkt an das Zentrum Hürths und die Vorgebirgsbahn angeschlossen. Zudem besteht mit der Buslinie 192 ein direkter Anschluss nach Köln-Meschenich.

## Aufbau
Der Bahnhof Hürth-Kalscheuren ist ein Trennungsbahnhof in Inselform. Das Empfangsgebäude liegt zwischen den Gleisen 1, an dem ein Hausbahnsteig besteht, und 51; zwischen beiden Gleisen bestehen Weichenverbindungen nördlich und südlich des Empfangsgebäudes. Neben dem Hausbahnsteig an Gleis 1 gibt es zwei Inselbahnsteige. Diese liegen an den Gleisen 53 und 51 beziehungsweise 2 und 3. Letztere können nur durch eine Unterführung mit Treppen erreicht werden und sind somit im Gegensatz zu den restlichen Gleisen nicht barrierefrei erreichbar. Der Bahnsteig der Eifelstrecke an den Gleisen 51 und 53 ist über eine Rampe erreichbar.
Die Gleise 1 und 2 gehören zur linken Rheinstrecke Köln–Bonn–Koblenz, die Gleise 3 und 4 (letzteres ohne Bahnsteiganschluss) zur hier beginnenden Güterstrecke nach Ehrenfeld bzw. Nippes Gbf. Die Gleise 51 und 53 sowie weitere Gleise ohne Bahnsteig stellen den Anfang der Eifelstrecke Köln–Euskirchen–Kall–Gerolstein dar.

## Linien

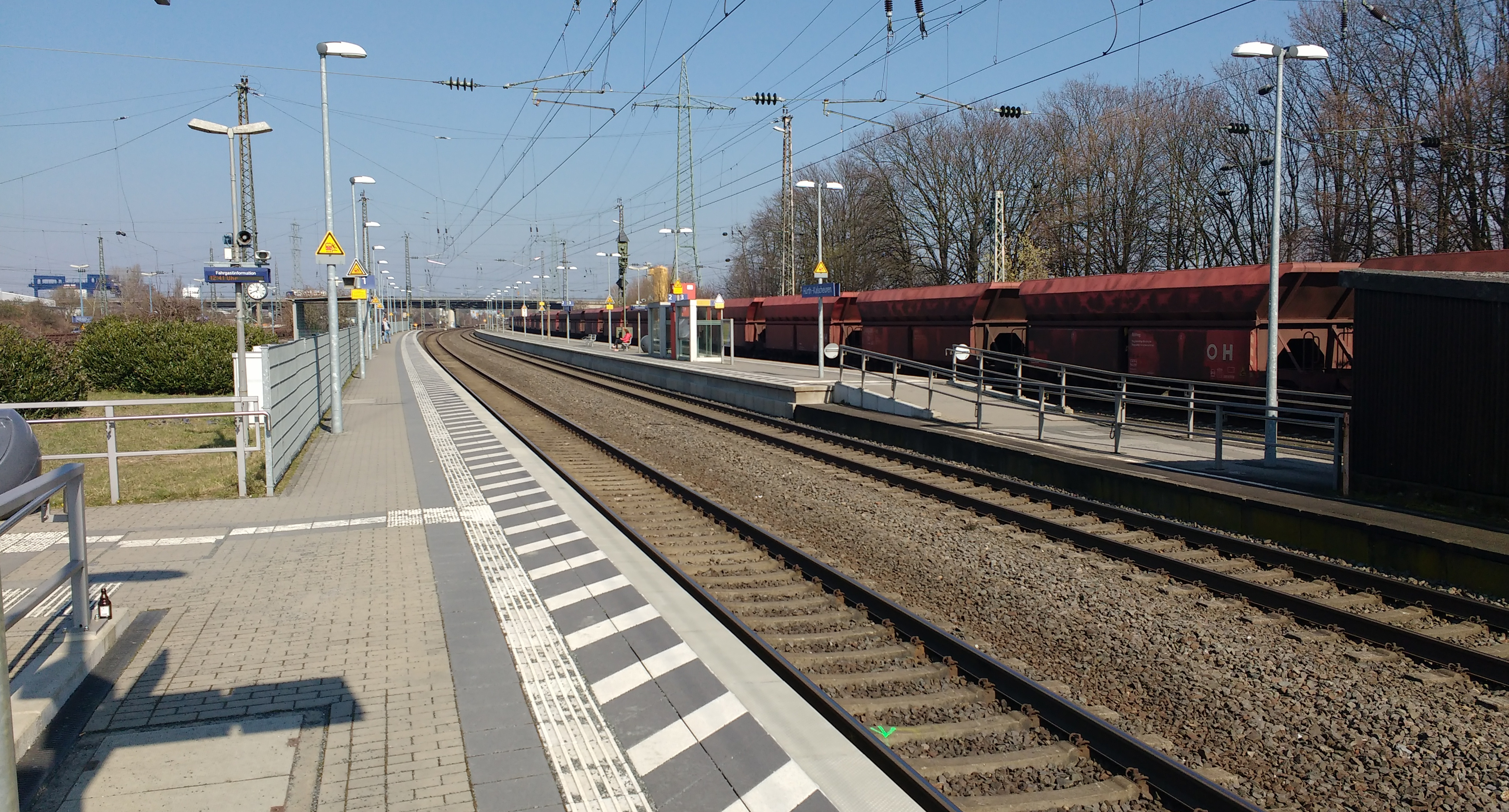
Bahnsteige der linken Rheinstrecke, Blickrichtung Köln

Die Linien RB 24, RB 26 und RB 48 verkehren tagsüber je Stunde und Richtung einmal. In der Hauptverkehrszeit verkehrt stündlich in beide Richtungen je ein zusätzlicher Verstärkerzug der Linie RB 48. Zudem halten täglich zwei Fahrten des RE 22 in Hürth-Kalscheuren. Fernverkehrs- sowie sonstige Regional-Express-Züge passieren den Bahnhof Hürth-Kalscheuren ohne Halt.
| Linie | Zuglauf | Takt                                                                                     |
| ----- | --- | ---------------------------------------------------------------------------------------- |
| RB 24 | Eifel-Bahn: Köln Messe/Deutz – Köln Hbf – Köln West – Köln Süd – Hürth-Kalscheuren – Brühl-Kierberg – Erftstadt – Weilerswist – Weilerswist-Derkum – Euskirchen-Großbüllesheim – Euskirchen – Satzvey – Mechernich – Scheven – Kall (– Urft (Steinfeld) – Nettersheim – Blankenheim (Wald) – Schmidtheim – Dahlem (Eifel) – Jünkerath – Lissendorf – Oberbettingen-Hillesheim – Gerolstein) Stand: 16. Juni 2025 | 60 min (Köln–Kall) einzelne Züge (Kall–Gerolstein)                                       |
| RB 26 | MittelrheinBahn: (Köln/Bonn Flughafen –) (nur im Nachtverkehr) Köln Messe/Deutz – Köln Hbf – Köln West – Köln Süd – Hürth-Kalscheuren – Brühl – Sechtem – Roisdorf – Bonn Hbf – Bonn UN Campus – Bonn-Bad Godesberg – Bonn-Mehlem – Rolandseck – Oberwinter – Remagen – Sinzig (Rhein) – Bad Breisig – Brohl – Namedy – Andernach – Weißenthurm – Mülheim-Kärlich – Koblenz-Lützel – Koblenz Stadtmitte – Koblenz Hbf – Rhens – Spay – Boppard Hbf – Boppard-Bad Salzig – Boppard-Hirzenach – Sankt Goar – Oberwesel – Bacharach – Niederheimbach – Trechtingshausen – Bingen (Rhein) Hbf – Bingen (Rhein) Stadt – Bingen-Gaulsheim – Gau Algesheim – Ingelheim – Heidesheim (Rheinhessen) – Uhlerborn – Budenheim – Mainz-Mombach – Mainz Hbf Stand: Fahrplanwechsel Dezember 2021 | 60 min                                                                                   |
| RB 48 | Rhein-Wupper-Bahn: Wuppertal-Oberbarmen – Wuppertal-Barmen – Wuppertal Hbf – Wuppertal-Vohwinkel – Haan-Gruiten – Haan – Solingen Hbf – Leichlingen – Opladen – Leverkusen-Manfort – Köln-Mülheim – Köln Messe/Deutz – Köln Hbf – Köln West – Köln Süd – Hürth-Kalscheuren – Brühl – Sechtem – Roisdorf – Bonn Hbf – Bonn UN Campus – Bonn-Bad Godesberg – Bonn-Mehlem Stand: Fahrplanwechsel Dezember 2021 | 30 min (W-Oberbarmen–Köln) 30 (HVZ)/60 min (Köln–Bonn Hbf) 60 min (Bonn Hbf–Bonn-Mehlem) |

## Geschichte

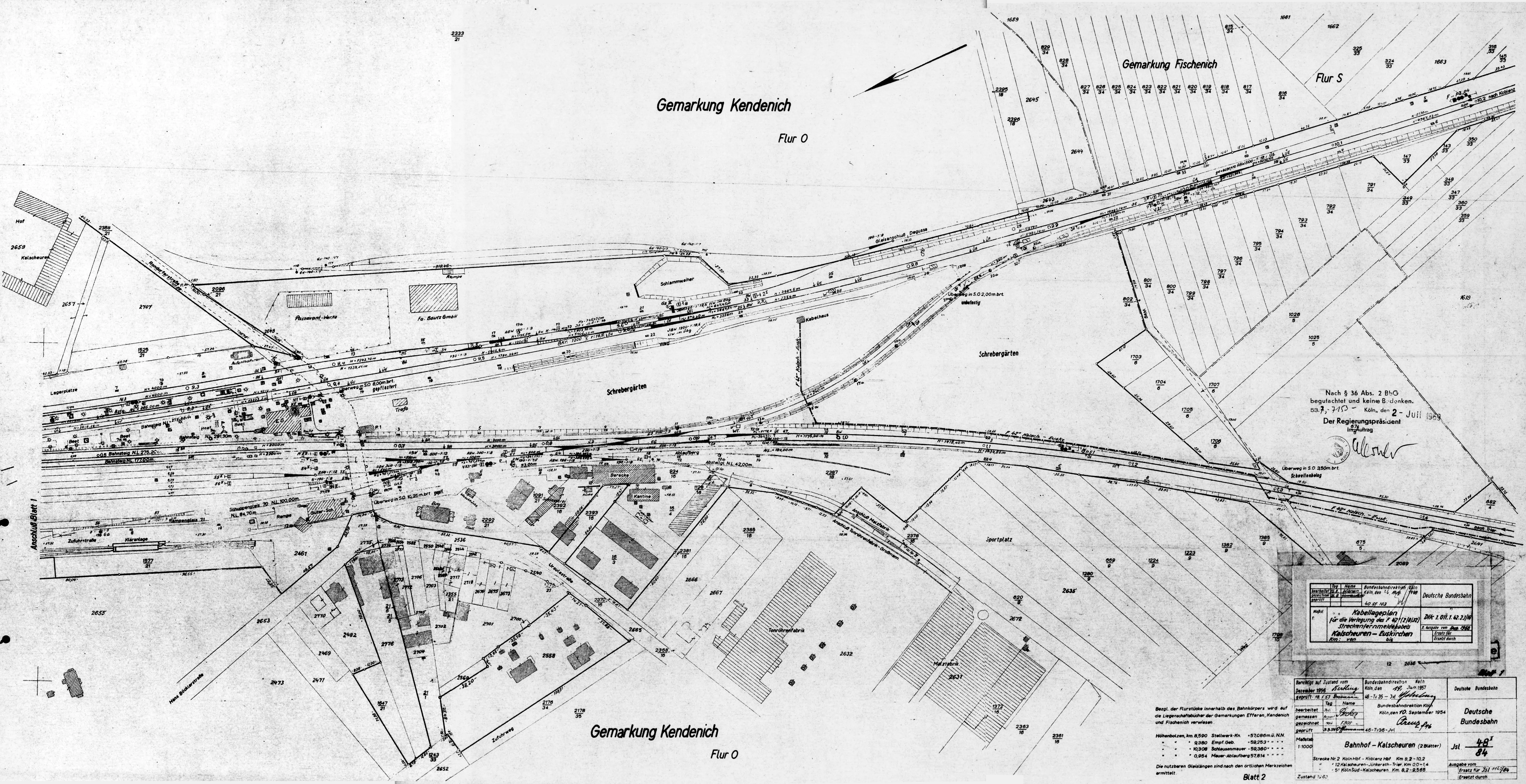
Bf. Kalscheuren als Ausgangspunkt eines Kabels nach Euskirchen 1968

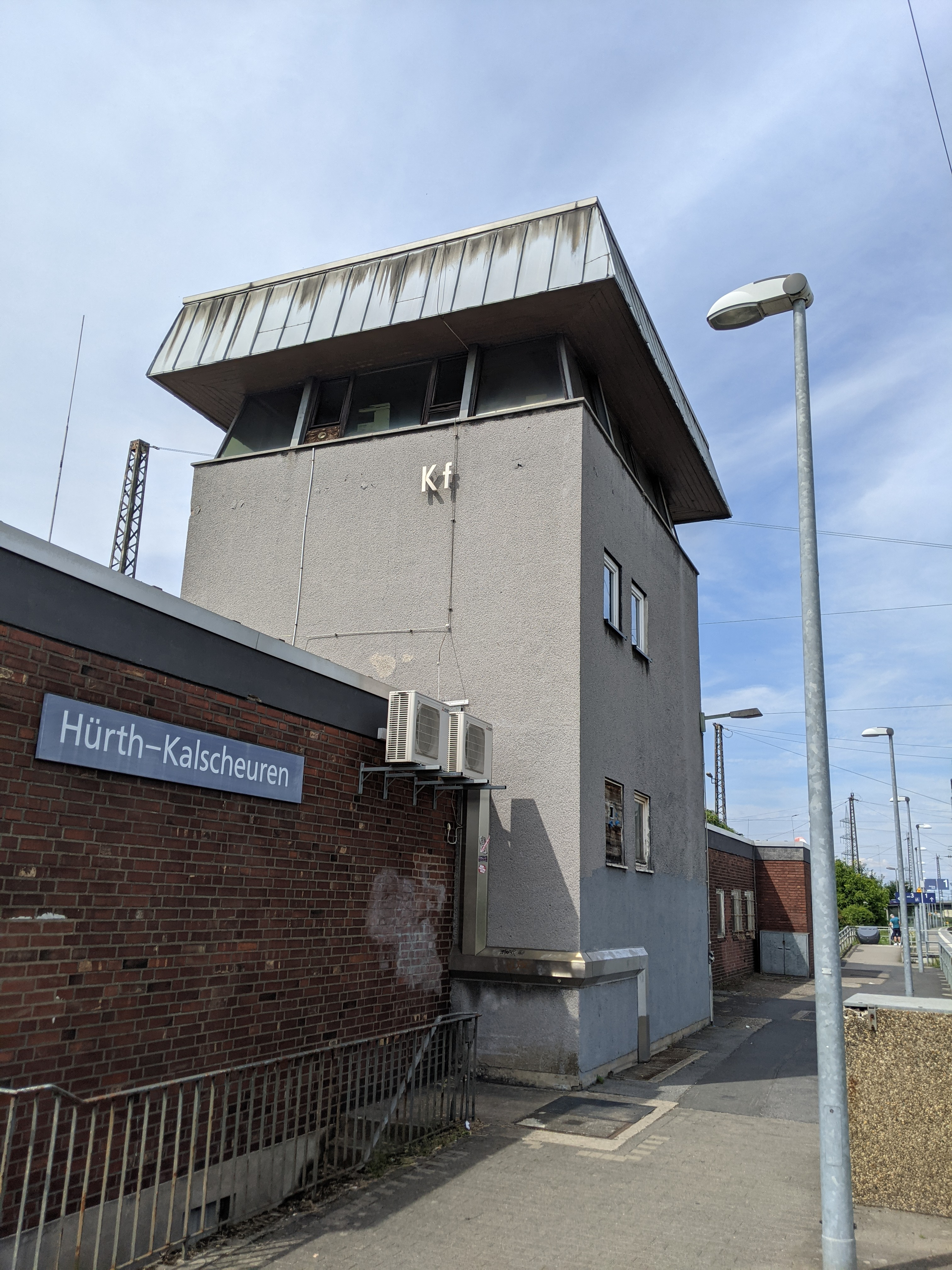
Ehemaliges Stellwerk Kalscheuren Kf

Die linke Rheinstrecke verlief in einiger Entfernung zu den Orten der damaligen Bürgermeisterei Hürth. Ein Bahnhof war deshalb von Seiten der Bahn nicht vorgesehen. Erst 1859 wurde auf Betreiben der Bürgermeisterei ein Bahnhof gebaut. Er lag auf der Hermülheimer Seite der Strecke, in unmittelbarer Nähe zum Hof Kalscheuren, auf dem mit Nebengebäuden auch noch 1887 nur 52 Einwohner wohnten. Das Gebäude bestand aus zwei parallel zueinander und quer zum Gleis stehenden zweieinhalbgeschossigen und dreifenstrigen Gebäuden, zwischen denen an die Gebäude anschließend ein zwei Fenster breiter und zweigeschossiger in der Front eingezogener Mittelbau stand, der zum Bahnsteig mit einem auf Ständern gestütztem Vordach abschloss. Mit dem Bau der Eifelstrecke, die unmittelbar vor dem Bahnhof abzweigte, geriet der Bahnhof „in Insellage“. Das Gebäude war aber direkt von der unmittelbar am Bahnhof die Gleise querenden Rodenkirchener Straße aus zugänglich. Das Gebäude wurde 1961 abgerissen. Die entfernteren Gleise mussten über Überwege erreicht werden.
Der Bahnhof wurde 1991/92 auf Betreiben der Stadt Hürth, für damals 14.000 D-Mark, von Kalscheuren in Hürth-Kalscheuren umbenannt.